# 旺克坦
旺克坦（法語：Wanquetin，法語發音：[wɑ̃ktɛ̃]）是法国上法蘭西大區加来海峡省的一个市镇，属于阿拉斯区。

## 地理
旺克坦（50°16'33"N, 2°36'54"E）面积10.18 平方千米，位于法国上法蘭西大區加来海峡省，该省份为法国北部沿海省份，西北濒北海，南至索姆省，东临北部省。
与旺克坦接壤的市镇（或旧市镇、城区）包括：诺耶莱特、福瑟、阿图瓦地区古伊、阿巴尔、欧特维尔、拉特尔圣康坦、蒙泰讷库尔、锡芒库尔、瓦尔吕。

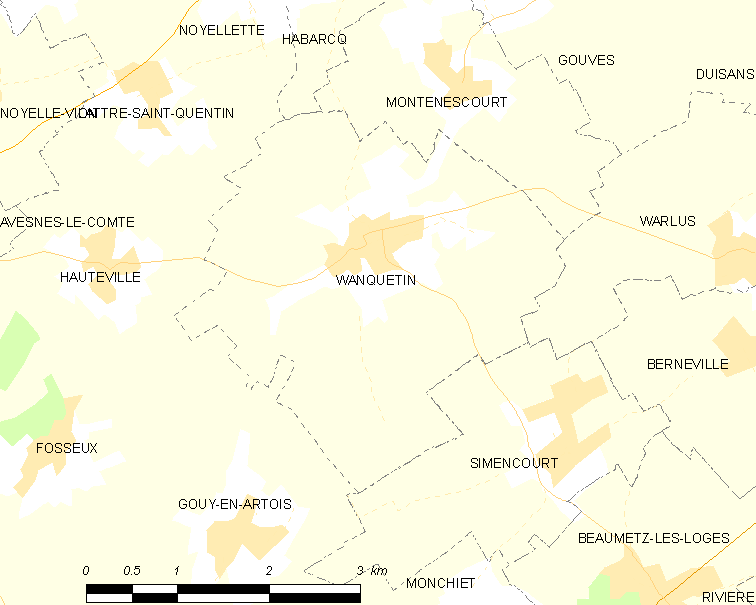
旺克坦的OSM定位图

旺克坦的时区为UTC+01:00、UTC+02:00（夏令时）。

## 行政
旺克坦的邮政编码为62123，INSEE市镇编码为62874。

## 政治
旺克坦所属的省级选区为阿韦讷勒孔特县。

## 人口

1962-2008年间旺克坦人口变化图示

旺克坦于2022年1月1日时的人口数量为737人。